# Chile nos Jogos Olímpicos de Inverno de 1988
O Chile competiu nos Jogos Olímpicos de Inverno de 1988 em Calgary, Canadá.

## Resultados por Evento

### Esqui alpino
- Dieter Linneberg
- Nils Linneberg
- Paulo Oppliger
- Mauricio Rotella
- Juan Pablo Santiagos